# Cryptotrogus orita
Cryptotrogus orita är en skalbaggsart som beskrevs av Edmund Reitter 1902. Cryptotrogus orita ingår i släktet Cryptotrogus och familjen Melolonthidae. Inga underarter finns listade i Catalogue of Life.